# Jean-Noël Wolf
Jean-Noël Wolf (* 16. Juni 1982 in Schirmeck) ist ein französischer Radrennfahrer.
Jean-Noël Wolf gewann 2005 eine Etappe bei der Tour du Faso und kam bei drei weiteren Teilstücken aufs Podium. Im nächsten Jahr fuhr er für das chinesische Marco Polo Cycling Team. Dort war er bei einer Etappe der Tour de la Pharmacie Centrale erfolgreich, wo er auch den dritten Platz in der Gesamtwertung belegte. 2007 wechselte Wolf zu dem belgischen Continental Team Storez-Ledecq Matériaux. In der Saison 2009 gewann er erneut ein Teilstück bei der Tour du Faso.

## Erfolge
2005
- eine Etappe Tour du Faso

2006
- eine Etappe Tour de la Pharmacie Centrale

2009
- eine Etappe Tour du Faso

## Teams
- 2006 Marco Polo Cycling Team
- 2007 Storez-Ledecq Matériaux